# لال (فیلم)
لال (انگلیسی: Mute) فیلمی در ژانر ادبیات گمانه‌زن، داستان کارآگاهی و مهیج به کارگردانی دانکن جونز است که در سال ۲۰۱۸ منتشر شد. از بازیگران آن می‌توان به الکساندر اسکارشگرد، جاستین ثرو، پل راد و سم راکول اشاره کرد.